# シャープ・オブジェクツ
『シャープ・オブジェクツ』はギリアン・フリンの処女作「KIZU -傷-」(Sharp Objects)に基づくアメリカ合衆国の心理スリラードラマ・ミニシリーズである。Mari Noxonによって製作されジャン＝マルク・ヴァレに監督されて2018年7月8日からHBOで放送された。
主演を務めたエイミー・アダムスはゴールデングローブ賞のテレビ部門主演女優賞にノミネートされ、パトリシア・クラークソンは同賞の助演女優賞を受賞した。
日本ではスター・チャンネルで『KIZU -傷-』として放送されたのち、Amazonビデオで『シャープ・オブジェクツ』として配信され、のちにはU-NEXTで『シャープ・オブジェクト KIZU -傷-：連続少女猟奇殺人事件』として配信されている。

## あらすじ
アルコール中毒と自傷行為に苦しみ、精神療養施設から退院したばかりのセントルイスの新聞記者のカミール・プリーカーは、2人の少女の殺人事件の記事を書くため、友人でもある編集長のフランクによって生まれ故郷のミズーリ州のウィンド・ギャップに送られる。カミールは富裕な名家出身で町の名士である不仲の母親のアドーラに向き合いながら事件を取材する。妹マリアンを失い、集団レイプにあった少女時代の辛い体験のフラッシュバックに襲われる。捜査のためにカンザスシティから派遣されたウィリス刑事と親しくなる。
やがて嫌疑は被害者の少女の父親や兄に向き始める。できすぎた証拠と証言によって被害者の一人の兄のジョンが逮捕される。ウィリスはアドーラが、娘に毒を盛り病気にし看護する母を演じる代理ミュンヒハウゼン症候群であることを知る。末妹アマに続いてカミールもアドーラに毒を盛られる。フランクとウィリスに救われてアドーラは逮捕され、殺人事件の証拠もみつかる。セントルイスでアマと一緒に暮らし始めたカミールは、アマが犯人であることを知る。

## 登場人物

### メイン
- カミール・プリーカー (エイミー・アダムス、少女時代はソフィア・リリス) : 精神療養施設から退院したばかりでアルコール中毒と自傷癖に苦しむセントルイスの新聞記者 - 日本語吹替 佐古真弓
- アドーラ・クレリン (パトリシア・クラークソン) : カミールとアマの母 - 日本語吹替 唐沢潤
- リチャード・ウィリス (クリス・メッシーナ) : カンザスシティの刑事 - 日本語吹替 綱島郷太郎
- アマ・クレリン (エリザ・スカンレン): カミールの種違いの妹、アドーラとアランの娘 - 日本語吹替 森なな子
- ビル・ヴィッカリー (マット・クレイヴン): ウィンド・ギャップ警察署長 - 日本語吹替 石住昭彦
- アラン・クレリン (ヘンリー・ツェニー) : アドーラの夫でアマの父、カミールの義父
- ジョン・キーン (Taylor John Smith) : 殺人事件被害者ナタリー・キーンの兄
- アシュリー・ウィーラー (マディソン・ダヴェンポート) : ジョン・キーンのガールフレンド
- フランク・カリー (ミゲル・サンドバル) : セントルイス・クロニクルの編集長
- ボブ・ナッシュ (ウィル・チェイス) : 殺人事件被害者アン・ナッシュの父
- カーク・レイシー (Jackson Hurst) : ウィンド・ギャップ中学校の教師
- マリアン・クレリン (ルールー・ウィルソン) : カミーユの目の前で死んだ種違いの妹、アドーラとアランの間の最初の娘
- ジャッキー・オニール (エリザベス・パーキンス) : クレリンス家の友人 - 日本語吹替 磯辺万沙子

## エピソード
| 通算 話数 | タイトル            | 監督                   | 脚本                           | 放送日        | U.S.視聴者数 (百万人) |
| --- | ------------------- | ---------------------- | ------------------------------ | ------------- | --------------------- |
| 1 | "失踪" "Vanish"     | ジャン＝マルク・ヴァレ | Marti Noxon                    | 2018年7月8日  | 1.54                  |
| セントルイス・クロニクルの新聞記者カミール・プリーカーはアルコール中毒と自傷癖に苦しむ。故郷であるミズーリ州の小さな町ウィンド・ギャップでの子供時代のフラッシュバックにしばしば襲われる。ウィンド・ギャップでは一年前に13歳の少女アン・ナッシュが殺され、今また14歳の少女ナタリー・キーンが行方不明となり、編集長のフランク・カリーがカミールをウィンド・ギャップに送り込む。カミールは母親のアドーラ、義父のアラン、種違いの妹のアマの住む実家に滞在するが、フラッシュバックはより頻度を増す。カミールはカンザスシティから派遣されて捜索活動中のウィリス刑事と、アンの父親のボブに会う。路地でナタリー・キーンの遺体が発見される。カミールとアマは、カミールとアマの間の姉妹マリアンのことを語る。カミールは「消えろ」(Vanish)という言葉を体中に彫っていることがわかる。 |                     |                        |                                |               |                       |
| 2 | "卑劣な行為" "Dirt" | ジャン＝マルク・ヴァレ | ギリアン・フリン               | 2018年7月15日 | 1.10                  |
| ウィリスは、森で殺されたアンと異なり、ナタリーの遺体の歯が抜かれて町の中に置かれた理由をいぶかる。豚の歯を抜いて実験する。カミールはウィリスがボブ・ナッシュの車のタイヤから土のサンプルを採取するのを見る。カミールは近所の子供達から白衣の女がナタリーを連れ去ったと聞くが、ヴィッカリー署長は子供のたわごとだと一蹴する。ウィリスは犯人は男だと主張し、アンの父ボブとナタリーの兄ジョンが容疑者だと認める。アドーラはカミールが事件を取材するのを嫌がる。死んだ娘のマリアンの部屋を飾り立て、ナタリーはカミールの若い頃そっくりだったと言う。 |                     |                        |                                |               |                       |
| 3 | "定着" "Fix"        | ジャン＝マルク・ヴァレ | Alex Metcalf                   | 2018年7月22日 | 1.03                  |
| フラッシュバックで、カミールは最近まで精神療養施設で同室だったアリスを思い出す。自傷癖を共有する二人は親密になるが、アリスは自殺し、ショックでカミールは手首を切る。現在、カミールの記事が公開される。ウィリスは町の人間を疑い、ヴィッカリーはよそ者を疑う。ボブがカミールにジョンへの疑いを話しているとアドーラがやって来てカミールを追い払い、アンを教えていたことがわかる。アマは養豚場に入り浸る。アドーラはカミールは危険だとアマに警告する。ジョンはガールフレンドのアシュリーの仲介でカミールに会い、ボブへの疑いを口にする。 |                     |                        |                                |               |                       |
| 4 | "成熟" "Ripe"       | ジャン＝マルク・ヴァレ | Vince Calandra                 | 2018年7月29日 | 0.93                  |
| カミールは家の友人のジャッキー達との昼食会に出て、事件のうわさ話をする。ヴィッカリーから協力の得られないウィリスはカミールと情報交換の取引をし、二人は親密になる。アマはジョンを嘲るポスターを作り、ジョンはアドーラの養豚場から解雇される。南北戦争を偲ぶカルフーン祭りが近づき、ヴィッカリーはアドーラに延期を願うが退けられる。アドーラは昔から反抗的だったとカミールを責める。ジョンはカミールに、アマがアンとナタリーの親友だったと話す。その夜、カミールはアマが森小屋で死んでいる幻を見る。 |                     |                        |                                |               |                       |
| 5 | "歩み寄り" "Closer" | ジャン＝マルク・ヴァレ | Scott Brown                    | 2018年8月5日  | 1.17                  |
| アドーラの家の庭でカルフーン祭の準備が進む。カミールの記事が人々に読まれる。カミールのドレスを買いに行った先でアマは姉のドレスを隠し、カミールの肌に残った自傷の跡を母とともに目にする。カルフーン祭の日、アシュリーは自分が記事に出てないと怒る。教師のレイシーの指導の下で、アマが北軍にレイプされた南軍派の先祖の女性を演じる劇を見せている最中に、ボブとジョンが互いを殺人犯となじる喧嘩を始める。アマはショックを受けて森の中にさまよいこみ、カミールが見つける。その夜、アドーラはカミールを愛してないと告白する。カミールはウィリスのモーテルに行きセックスをする。 |                     |                        |                                |               |                       |
| 6 | "チェリー" "Cherry" | ジャン＝マルク・ヴァレ | Dawn Kamoche & Ariella Blejer  | 2018年8月12日 | 1.13                  |
| アンの自転車が発見される。アランはアドーラの体調がすぐれないのはカミールのせいだと叱責し、早急に出て行くよう求める。ウィリスはカミールが入院した過去を調べる。カミールはチアリーダーだった頃のことを思い出す。昔の友人との食事会に出るが、子供のいないことを揶揄され、黒人のベッカとだけ話す。レイシーはかつて集団でカミールをレイプしたことを詫びる。夜、カミールはアマと友人たちに会ってパーティに誘われる。ジョンとアシュリーもパーティに来るが侮辱されて二人は帰る。カミールはアマにオキシコンチンを飲まされ、二人はローラースケートで家に帰る。アマはセントルイスに連れて行ってくれとカミールに頼む。 |                     |                        |                                |               |                       |
| 7 | "転落" "Falling"    | ジャン＝マルク・ヴァレ | ギリアン・フリン & Scott Brown | 2018年8月19日 | 1.25                  |
| カミールが目を覚ますとアドーラに手当てをされている。ウィリスはマリアンの病気を調べ、代理ミュンヒハウゼン症候群を患うアドーラに毒を盛られたことを知る。アドーラはアマにも毒を盛って看護し家から出出そうとしない。ヴィッカリー署長はジョンがアンの自転車を捨てたと言う証言を得て、アシュリーの家に身を寄せていたジョンを捜索する。カミールはジョンを見つけて二人はモーテルで寝る。警察が来てジョンを逮捕し、ウィリスはジョンとベッドにいるカミールを見る。カミールはジャッキーからアドーラの病気のことと、検死を避けるためにマリアンが火葬されたことを聞く。カミールは動揺してフランクに電話をして母の所業を打ち明ける。フランクはすぐにセントルイスに戻るよう求めるが、カミールは母との対決に向かう。                                                                       |                     |                        |                                |               |                       |
| 8 | "ミルク" "Milk"     | ジャン＝マルク・ヴァレ | Marti Noxon & ギリアン・フリン | 2018年8月26日 | 1.76                  |
| カミールは実家に戻り、アドーラの注意をアマからそらすために病気のふりをする。アドーラはカミーユに毒を盛り看護する。ウィリスがカミールを訪ねてくるが、アランは不在だと嘘をつく。フランクがウィンド・ギャップにやって来てヴィッカリー署長を説得し、ウィリスとともに家に来てカミールを保護し、家からは被害者の歯を抜いた血まみれのプライヤーが見つかってアドーラが逮捕される。アドーラは起訴され、アマはカミールと一緒にセントルイスに住むようになる。アマが友達になったメイという少女は行方不明になる。カミールはアマのドールハウスの中に歯を見つける。アマはカミールが歯を見ていることに気づく。エンディングクレジットの中で、アマが友人たちとアンとナタリーを殺し、さらにメイを殺す。                                                                                       |                     |                        |                                |               |                       |